# ポール・バターフィールド
ポール・バターフィールド（Paul Butterfield、1942年12月17日 – 1987年5月4日）は、アメリカ合衆国のブルース歌手、ハーモニカ奏者。
はじめはクラシック音楽のフルートを学んだが、ブルース・ハープに惹かれた。シカゴでマディ・ウォーターズなどに会うことができ、激励され、ジャムに参加した。すぐにブルース信者ニック・グラヴェナイティスやエルヴィン・ビショップと共に演奏をはじめた。
1963年、ポール・バターフィールド・ブルース・バンド結成。何枚かのアルバムをリリースし、サンフランシスコのフィルモア・ウェスト、ニューヨーク市のフィルモア・イースト、モントレー・ポップ・フェスティバル、ウッドストック・フェスティバルで演奏するなど1960年代後半のコンサート、フェスティバル・シーンで人気を博した。彼らは、エレクトリックなシカゴ・ブルースとロックの緊迫感を融合したこと、そしてジャズ・フュージョンのパフォーマンスとレコーディングの先駆者的存在として知られることとなった。
1971年にバンドを解散すると、バターフィールドは新たなバンド、ポール・バターフィールズ・ベター・デイズ、師と仰ぐマディ・ウォーターズ、ザ・バンドのメンバーらとツアーやレコーディングを続けた。レコーディングやコンサート活動を続ける中、バターフィールドは1987年に偶発的な薬物過剰摂取により、44歳で他界した。
ソロとして2006年にブルースの殿堂入りを、ポール・バターフィールド・ブルース・バンドとして2015年にロックの殿堂入りを果たしている。

## 来歴
イリノイ州シカゴ生まれ。法律家と画家の子であった。シカゴ大学附属学校に入学。シカゴ交響楽団の団員にフルートを習った 。
運動選手でもあり、陸上競技による推薦でブラウン大学から勧誘を受けるものの、膝の怪我とブルースへの愛着から入学を断った。ギタリストでシンガー・ソングライターのニック・グラヴェナイティスと趣味が一致し、一緒に演奏するようになった。
1950年代末にブルース・クラブで演奏を始め、マディ・ウォーターズ、ハウリン・ウルフ、リトル・ウォルター、オーティス・ラッシュなどと出会い、共にジャムを行った。「ニックとポール」として大学周辺のコーヒー・ハウスで演奏する。
1960年代初期にシカゴ大学に入学、ギタリストのエルヴィン・ビショップと出会う。ビショップによると、出会った当初バターフィールドはハープよりはギターを弾いていたが、６ヶ月経った頃にはハープに真剣に取り組むようになり、見違えるように上達していた。そして、バターフィールドのヴォーカルとハーモニカにビショップがギターで伴奏する形で、シカゴのノースサイドにあるフォーク・クラブ「ビッグ・ジョンズ」で定期出演の依頼を受けたのだった 。
彼ら2人にハウリン・ウルフのツアー・バンドからジェローム・アーノルド（ベース）とサム・レイが加わる形で、1963年グループを結成。このバンドでのビッグ・ジョンズでのギグは大成功を収め、エレクトラ・レコードに在籍する音楽プロデューサーで後年ドアーズなどのアルバムを制作するポール・ロスチャイルドの目に留まった。

### バターフィールド・ブルース・バンド時代（マイク・ブルームフィールドとの邂逅）
マイク・ブルームフィールドと出会う。ロスチャイルドは2人の間の化学反応を見てブルームフィールドをバンドに入れるようバターフィールドを説得する。ブルームフィールドの加入後にエレクトラ・レコードと契約する。
1964年12月初録音。「Born in Chicago」の初期バージョンは1965年のエレクトラのコンピレーション・アルバム『Folksong '65』に収録され、注目される。この初録音時の音源は、1995年のアルバム『オリジナル・ロスト・エレクトラ・セッション』にすべて収録された。
ロスチャイルドは彼らのライブ・アルバムを作ることにして。1965年春、ニューヨークのCafe Au Go Goでの演奏を録音した。彼らの演奏は東海岸のミュージシャンに注目される。3度目の録音でスタジオに入る。

### ボブ・ディランと共演（1965年）
1965年の7月にニューポート・フォーク・フェスティバルにブッキングされ、多くの観客を集める。この頃、ボブ・ディランのマネージャー、アルバート・グロスマンと契約を結ぶ。
マリア・マルダーは夫ジェフ・マルダーと一緒にその演奏を見て「衝撃的だった」と回想した。多くのフォーク・ファンにとって、激烈なエレクトリック・ブルース・コンボを見るのは初めてのことだった。
フェスティバルにレギュラー出演していたディランはその場で彼らをバックバンドに指名し、翌日、エレクトリックで4曲演奏した。これが「電気ディラン論争」の始まりである。バンドにとっては大衆に知られる機会となった。
1965年にようやくデビュー・アルバム『ポール・バターフィールド・ブルース・バンド』を録音、発売。再録音の「Born in Chicago」がアルバムのトーンを決めた。アルバムにはブルース・スタンダードの「Shake Your Moneymaker」「Blues with a Feeling」「Look Over Yonders Wall」や自作曲が収録された。翌年ビルボードで123位となる。セールス以上に大きな影響力を与えた。

### 代表作『イースト・ウェスト』
1966年7月、2作目『イースト・ウェスト』を録音、翌月発売。ロバート・ジョンソンの「Walkin' Blues」、マイク・ネスミスの「Mary, Mary」、アラン・トゥーサン作曲・ソロモン・バーク歌唱の「Get Out of My Life, Woman」、ジャズのナット・アダレイ作曲の「Work Song」などのカバーを収録。チャートでは65位だった。
13分のインスト曲「East-West」はインドのラーガから受けた影響と、最初期のフュージョンやブルースロックの試みが感じられ、バターフィールドおよび２人のギタリスト、ブルームフィールドとビショップによる長いソロが展開されている。 同曲はライブでは1時間ほど演奏され、サンフランシスコのフィルモアで演奏されると市内のジャムバンドはバターフィールド・バンド一色になった。
エルヴィン・ビショップいわく「クイックシルヴァー、ビッグ・ブラザー、デッドなどのバンドはコードをかき鳴らしていただけだった。彼らはフォーク・バンドみたいなもの。ブルームフィールドはどんなスケールも弾きこなし、彼らをノックアウトした」。
この時期の『イースト・ウェスト』のライブ・バージョンは、1996年のアルバム『East-West Live』で聴ける。

### ピーター・グリーンと共演（1966年冬）
1966年の冬にイギリスにいたとき、ピーター・グリーン在籍時のジョン・メイオール&ザ・ブルースブレイカーズ（アルバム『ジョン・メイオールとピーター・グリーン/ブルースの世界』完成直後）と数曲録音した（ボーナストラック付き『ジョン・メイオールとピーター・グリーン/ブルースの世界』再発盤に収録）。バターフィールドもメイオールも歌い、バターフィールドのハープも聴ける。4曲がイギリスで45回転EPとして1967年1月に『John Mayall's Bluesbreakers with Paul Butterfield』のタイトルで発売された。

### 後期バターフィールド・ブルース・バンド
ブルームフィールドは自身のバンド、エレクトリック・フラッグを結成。
3作目のアルバム『ピグボーイ・クラブショー』を1967年に発表。52位を記録。チャールズ・ブラウンの「Driftin' Blues」を「Driftin' and Driftin'」の題名で、また、オーティス・ラッシュ「Double Trouble」、ジュニア・パーカーのヴァージョンで知られる「Driving Wheel」をカバー 。
1967年6月、モントレー・ポップ・フェスティバルで公演。
1968年、4作目のアルバム『イン・マイ・オウン・ドリーム』でソウルとホーン・サウンドにさらに接近。3曲だけ歌った。ビルボード79位。1968年末、ビショップとマーク・ナフタリンが脱退。

### ジャニス・ジョプリンとの邂逅
1969年4月、マディ・ウォーターズのバックをオーティス・スパン、マイク・ブルームフィールド、サム・レイ、ドナルド・ダック・ダン、バディ・マイルスとともに務める。ウォーターズの代表曲「Forty Days and Forty Nights」「I'm Ready」「Baby, Please Don't Go」「Got My Mojo Working」などを録音、アルバム『ファーザーズ・アンド・サンズ』として発表。ここでの演奏をバターフィールドの最高の演奏とするものもいる。
1969年8月、ウッドストック・フェスティバルに出演して7曲演奏。映画『ウッドストック/愛と平和と音楽の三日間』には登場しなかったが、「Love March」がアルバム『「ウッドストック」オリジナル・サウンドトラック』（1970年）に収録された。同年、ジャニス・ジョプリンと、永遠の名曲「One Night Stand」を録音、14年後、1983年にジョプリンのアルバム『白鳥の歌』に収録された際にヒットした。
1969年、5作目のアルバム『キープ・オン・ムーヴィング』は、ベテランR&Bプロデューサー/ソングライターのジェリー・ラゴヴォイが制作。批評家や熱狂的なファンの受けは悪かったが、ビルボード102位を記録。
ライブ2枚組アルバム『ライヴ』は、1970年にザ・トルバドゥールで録音。この頃はホーンセクションが4人だった。
ソウル風アルバム『サムタイムズ・アイ・ジャスト・フィール・ライク・スマイリン』を1971年に発表し、解散。
1972年、ベスト・アルバム『Golden Butter: The Best of the Paul Butterfield Blues Band』がエレクトラから発売。

### ベター・デイズ時代とソロ時代
新バンドは、ディランやザ・バンドの面々が住んでいたウッドストック周辺の仲間で作り、ポール・バターフィールズ・ベター・デイズ（Paul Butterfield's Better Days）となった。
メンバーは、クリス・パーカー（ドラムス）、エイモス・ギャレット（ギター）、ジェフ・マルダー（ボーカル）、ロニー・バロン（ピアノ）、ビリー・リッチ（ベース）。
1972年と1973年に、アルバム『ポール・バターフィールズ・ベター・デイズ』『イット・オール・カムズ・バック』をアルバート・グロスマンのBearsvilleレコードから発表。ルーツ音楽、フォークを掘り下げた。
1973年の音源『ライヴ・アット・ウィンターランド』が、1999年に発売されている。

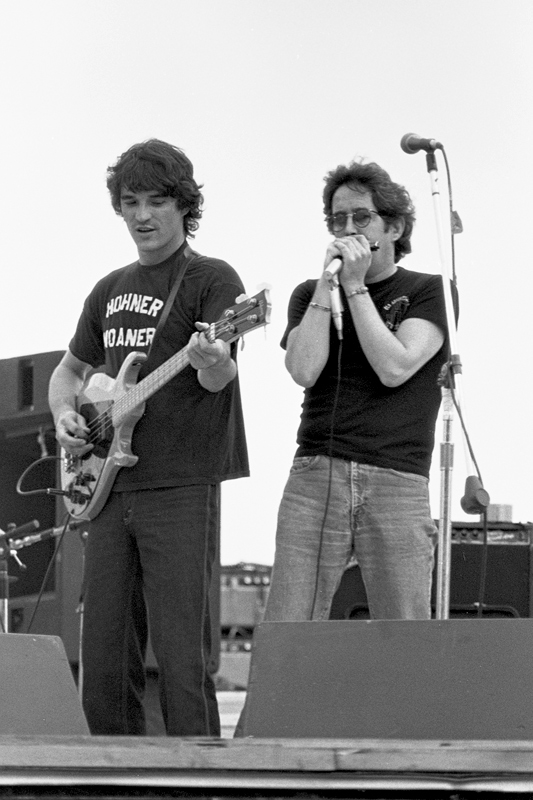
1979年、元ザ・バンドのリック・ダンコと

ベター・デイズ解散後、ソロ活動を開始。1975年、マディ・ウォーターズのチェス・レコードでの最後の作品『マディ・ウォーターズ - ウッドストック・アルバム』に参加。リヴォン・ヘルムのウッドストック・スタジオで、ガース・ハドソンや、ウォーターズのツアーバンドと一緒に録音された。
1976年、ザ・バンドの『ラスト・ワルツ』に出演。「Mystery Train」を歌い、マディ・ウォーターズの「Mannish Boy」の後ろでハープを吹いた。
リヴォン・ヘルム&ザ・RCOオールスターズとツアーし、1977年に録音。
1979年リック・ダンコとツアー。1984年、ダンコとリチャード・マニュエルとの演奏が録音され、『ライヴ・アット・ザ・ローン・スター・カフェ1984』として2011年に発売された。
ツアーを続け、「セルアウト、オーバー・プロデュースされた、方向性が間違っている」とされたアルバム『プット・イット・イン・ユア・イアー』を1976年に、『ノース・サウス』を1981年に発表。後者はストリングス、シンセを含み、ペラペラのファンク・サウンドだった。1986年、最後のスタジオ録音アルバム『伝説』を発表。「最新ロック・サウンドで復活しようとした失敗作」と評された。
1987年、「B.B.キング & フレンズ」コンサートに、エリック・クラプトン、エタ・ジェイムズ、アルバート・キング、スティーヴィー・レイ・ヴォーンなどと参加。

### 死去
バターフィールドは1980年代初頭から耐え難い激痛をともなう腹膜炎で何度も手術を受けていた。
1987年5月、ノース・ハリウッドのアパートで遺体が発見された。享年44歳。モルヒネ（ヘロイン、痛み止め）の過剰摂取と鑑識された。

マリア・マルダーはバターフィールドについて、以下のようにコメントしている。
彼は、感性、音楽性、そして完璧に理解するアプローチを全て持ち備えていました ... 彼は努力をしてあらゆるものを自分の中に取り込み、ブルースのエッセンスを具現化していました。不幸なことに、彼は少々そういう生き方をやりすぎたのです。

## ディスコグラフィ

### スタジオ・アルバム

#### バターフィールド・ブルース・バンド
- 『ポール・バターフィールド・ブルース・バンド』 - The Paul Butterfield Blues Band (1965年)
- 『イースト・ウェスト』 - East-West (1966年)
- 『ピグボーイ・クラブショー』 - The Resurrection of Pigboy Crabshaw (1967年)
- 『イン・マイ・オウン・ドリーム』 - In My Own Dream (1968年)
- 『キープ・オン・ムーヴィング』 - Keep On Moving (1969年)
- 『サムタイムズ・アイ・ジャスト・フィール・ライク・スマイリン』 - Sometimes I Just Feel Like Smilin' (1971年)

#### ポール・バターフィールズ・ベター・デイズ
- 『ポール・バターフィールズ・ベター・デイズ』 - Better Days (1973年)
- 『イット・オール・カムズ・バック』 - It All Comes Back (1973年)

#### ポール・バターフィールド
- 『プット・イット・イン・ユア・イアー』 - Put It in Your Ear (1976年)
- 『ノース・サウス』 - North-South (1981年)
- 『伝説』 - The Legendary Paul Butterfield Rides Again (1986年)

### ライブ・アルバム
- 『ライヴ』 - Live (1970年、2005年にボーナストラックを付加したうえで再発売)
- Strawberry Jam (1996年) ※1966年–1968年録音
- East-West Live (1996年) ※1966年–1967年録音
- 『ライヴ・アット・ウィンターランド』 - Live at Winterland Ballroom (1999年) ※ポール・バターフィールズ・ベター・デイズ名義。1973年録音
- Rockpalast: Blues Rock Legends, Vol. 2 (2008年) ※1978年録音
- 『ライヴ・アット・ザ・ローン・スター・カフェ1984』 - Live at the Lone Star (2011年) ※1984年録音 with リック・ダンコ、リチャード・マニュエル
- 『ガット・ア・マインド・トゥ・ギヴ・アップ・リヴィング - ライブ 1966』 - Got A Mind To Give Up Living-Live 1966 (2016年) ※1966年録音

### コンピレーション・アルバム
- Golden Butter: The Best of the Butterfield Blues Band (1972年)
- 『オリジナル・ロスト・エレクトラ・セッション』 - The Original Lost Elektra Sessions (1995年) ※1964年録音の未発表音源集
- 『アンソロジー (ベスト・オブ・エレクトラ・イヤーズ)』 - An Anthology: The Elektra Years (1997年)
- Paul Butterfield's Better Days: Bearsville Anthology (2000年) ※ポール・バターフィールズ・ベター・デイズ
- Hi-Five: The Paul Butterfield Blues Band (2006年) ※EP

### 発掘盤・共演ビデオ
- Folksongs '65 (1965年)
- 『ホワッツ・シェイキン』 - What's Shakin' (1966年)
- 『ニューポート・フォーク・フェスティバル（英語版）』 - Festival (1967年) ※ドキュメンタリー映画。1965年にボブ・ディランと共演したときの様子が収録されている。
- 『ユー・アー・ホワット・ユー・イート』 - You Are What You Eat (1968年) ※映画のオリジナル・サウンドトラック
- 『「ウッドストック」オリジナル・サウンドトラック』 - Woodstock: Music from the Original Soundtrack and More (1970年) ※1969年録音
- 『「ウッドストック2」オリジナル・サウンドトラック』 - Woodstock 2 (1971年) ※1969年録音
- An Offer You Can't Refuse (1972年) ※1963年録音。ウォルター・ホートンとのスプリット盤
- Woodstock '79 (1991年) ※ビデオ。1979年収録
- Woodstock: Three Days of Peace and Music (1994年) ※1969年録音
- The Monterey International Pop Festival June 16–17–18 30th Anniversary Box Set (1997年) ※1967年録音
- The Complete Monterey Pop Festival (2002年) ※ビデオ。1967年収録
- Woodstock: 40 Years On: Back to Yasgur's Farm (2009年) ※1969年録音
- 『ウッドストック〜40周年記念ボックスセット』 - Woodstock: 40th Anniversary Ultimate Collector's Edition (2009年) ※ビデオ。1969収録

### 参加アルバム
- ピーター・ポール&マリー : 『ピーター・ポール＆マリー・アルバム』 - The Peter, Paul and Mary Album (1966年) ※「The King of Names」に参加
- ジョン・メイオール&ザ・ブルースブレイカーズ : John Mayall's Bluesbreakers with Paul Butterfield (1967年) ※EP
- マディ・ウォーターズ : 『ファーザーズ・アンド・サンズ』 - Fathers and Sons (1969年)
- ボニー・レイット : 『ギヴ・イット・アップ』 - Give It Up (1972年)
- エリック・フォン・シュミット : 2nd Right, 3rd Row (1972年)
- Various Artists : 『スティールヤード・ブルース』 - Steelyard Blues (1973年) ※映画サウンドトラック。マイク・ブルームフィールド、ニック・グラヴェナイティス（英語版）、マリア・マルダーら参加
- ピーター・ヤロー : 『光りある道』 - That's Enough for Me (1973年)
- マディ・ウォーターズ : 『マディ・ウォーターズ - ウッドストック・アルバム』 - The Muddy Waters Woodstock Album (1975年)
- リヴォン・ヘルム : 『リヴォン・ヘルム&ザ・RCOオールスターズ』 - Levon Helm & the RCO All-Stars (1977年)
- ザ・バンド : 『ラスト・ワルツ』 - The Last Waltz (1978年)
- エリザベス・バラクラフ（英語版） : Elizabeth Barraclough (1978年)
- エリザベス・バラクラフ : Hi! (1979年)
- Little Mike & the Tornados : Heart Attack (1990年) ※1986年録音[注釈 1]

### トリビュート・アルバム
- A Tribute to Paul Butterfield (2001年) ※ロベン・フォード&フォード・ブルース・バンド
- The Butterfield/Bloomfield Concert (2006年) ※ロベン・フォード with フォード・ブルース・バンド&クリス・ケイン（英語版）